# طومسون (جورجيا)
طومسون (بالإنجليزية: Thomson, Georgia)‏ هي مدينة تقع في مقاطعة مكدوفي، جورجيا بولاية جورجيا في الولايات المتحدة. تبلغ مساحة هذه المدينة 10.2 (كم²)، وترتفع عن سطح البحر 162 م، بلغ عدد سكانها 6778 نسمة في عام 2010 حسب إحصاء مكتب تعداد الولايات المتحدة.

## أعلام
- ريتشارد إي. هاوس
- داريوس إيوبانكس
- جاسبر برينكلي
- كين روبرسون
- بوب يونغ

## وصلات خارجية
- Cities & Counties - Georgia.gov